# آندره گودینا
آندره گودینا (فرانسوی: André Godinat‎; ۹ مارس ۱۹۰۳ – ۳ اکتبر ۱۹۷۹) دوچرخه‌سوار اهل فرانسه بود.